# Rádio Mayrink Veiga
Rádio Mayrink Veiga était une station de radio de Rio de Janeiro fondée le 21 janvier 1926. C'était un bastion pour les nouveaux talents et une icône de ce qu'on appelle l'ère de la radio. L'animateur de radio César Ladeira en a été le directeur artistique à partir de 1933. Elle a été la leader de l'audience dans les années 1930, jusqu'à l'émergence de Rádio Nacional à Rio de Janeiro.
Carmen Miranda et sa sœur Aurora ont fait leurs débuts sur la station. Tout au long des années 1930, Mayrink a produit des programmes qui ont fait date, tels que Canção do dia, avec Lamartine Babo ; Trem da Alegria, avec Lamartine Babo, Yara Salles et Heber de Bôscoli ; Picolino, avec Barbosa Junior ; Heures de l'autre monde, avec Renato Murce, et Programa Casé, avec Ademar Casé.
La célèbre émission humoristique PRK-30, créée et présentée par Lauro Borges et Castro Barbosa, a fait ses débuts sur Mayrink Veiga en 1944,où elle est restée deux ans, avant de revenir à la station en 1955. Quatre ans plus tard, le programme est revenu sur Rádio Nacional à Rio de Janeiro.
Chico Anysio, dirigé par Haroldo Barbosa, est à l'origine de certains des programmes humoristiques les plus réussis de la station de radio.
Mayrink était le concessionnaire du canal 2 VHF à Rio de Janeiro, mais les projets de création d'une télévision ne se sont pas concrétisés et TV Excelsior a acquis la concession en 1963.
En 1961, Rádio Mayrink Veiga, dont le directeur du département politique et journalistique était Hiram Athaydes Aquino, a participé à la Campagne pour la légalité, un réseau de radios nationales organisé par Leonel Brizola pour défendre l'investiture de João Goulart, et plus tard, dans la campagne pour les Réformes Fondamentales, qui a servi de justification au président Castelo Branco de l'époque pour la fermer, en juillet 1965, par le Mandamus nº 16.135.